# West Coast (rock)

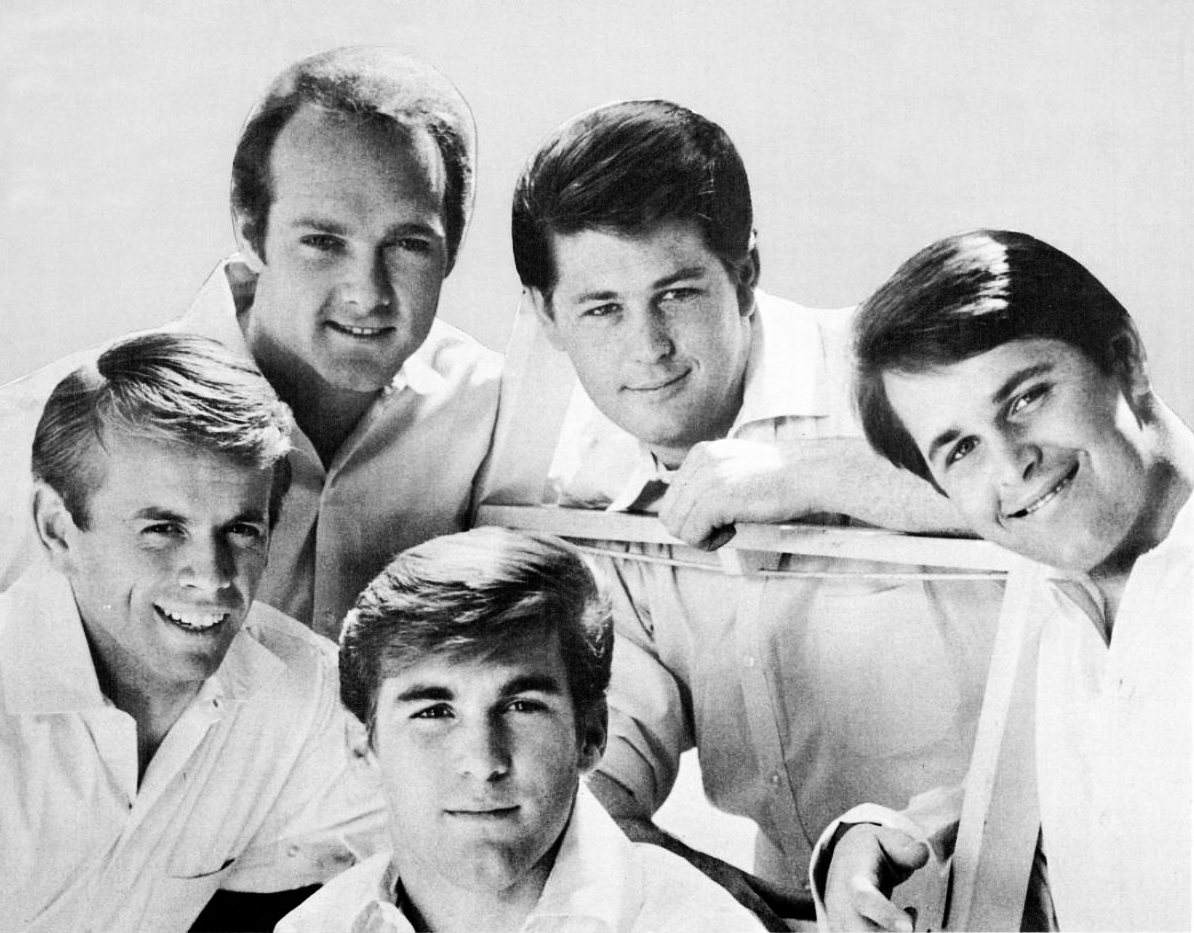
The Beach Boys (1965)

Il West Coast (nella pagina in lingua inglese con il titolo California sound) è uno scenario musicale riconducibile alla musica pop/folk rock/country statunitense degli anni sessanta e settanta, le cui origini vanno attribuite soprattutto a The Beach Boys. Rappresenta un ampio spazio musicale che vede tra i maggiori esponenti band come Mamas & Papas, America, Eagles, Doobie Brothers e Neil Young con varie formazioni e/o in jam session con David Crosby, Stephen Stills e Graham Nash; tra i singoli artisti, altri esponenti furono Joni Mitchell, James Taylor, Jackson Browne e Carly Simon.
Si caratterizza per le armonie vocali e gli arrangiamenti a metà strada tra il classico stile country/folk dell'ovest americano e il più duro rock. Dopo il successo dei Beach Boys, iniziato a partire dagli anni sessanta a Hawthorne, cittadina a sud di Los Angeles, si sviluppa in California attorno ai primi anni settanta, più precisamente si possono individuarne le origini nella città di San Francisco all'inizio come musica di protesta sulla scia degli eventi legati alla guerra del Vietnam per poi via via rilassare i toni verso uno stile nettamente più country o folk.
È "la voce" americana che si contrappone allo strapotere musicale inglese dei Beatles e riscuote un notevole successo specialmente fra i giovani.

## Storia

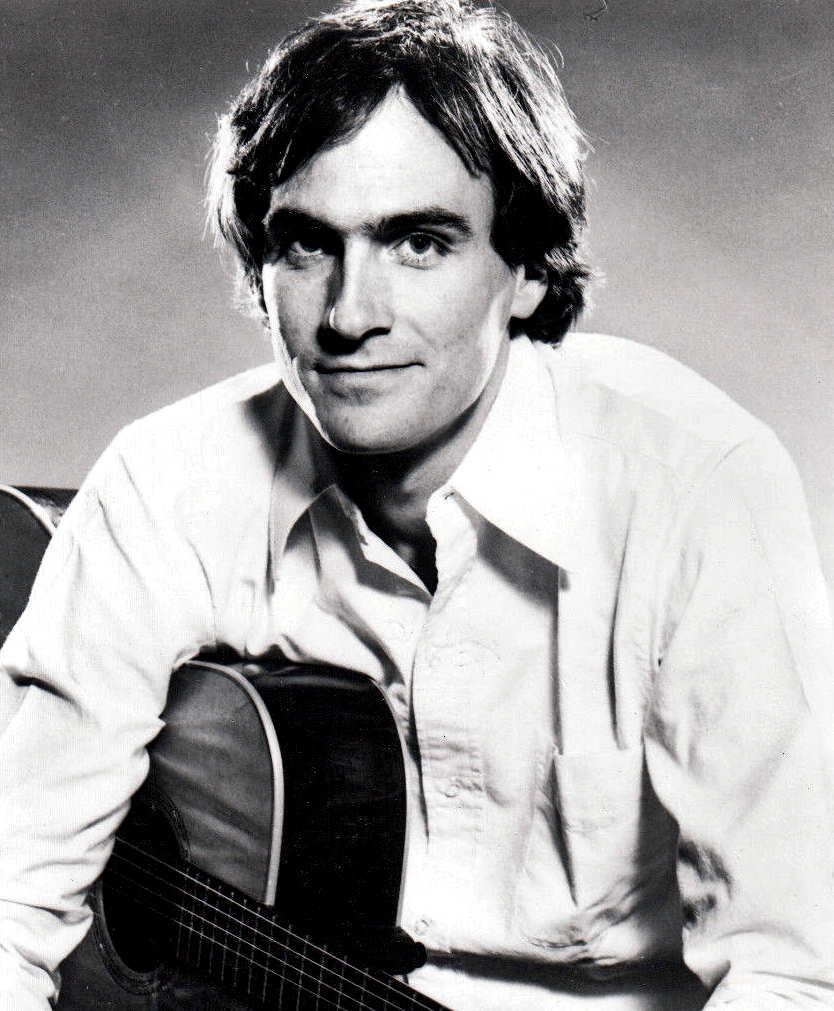
James Taylor

Il rock californiano, con l'apparizione dei Doors e la cantante texana, ma californiana d'elezione, Janis Joplin che si rivolgevano ambedue al rock blues si sviluppò più che altro nell'area di Los Angeles, dove proseguì un suo cammino particolare con il gruppo dei Santana che approfittò della vicinanza con il Messico per introdurre nel rock una fusione con la musica latina.
Tra la fine degli anni sessanta e l'inizio dei settanta la musica West Coast si concentrò soprattutto nell'area di San Francisco dove subì, invece, l'influenza del folk e del country preesistenti in tutta la regione dell'Ovest fino alle coste del Pacifico. Questa commistione fra i generi dette vita ad un rock chiamato semplicemente West Coast.
Fra i gruppi west coast più rappresentativi ci furono i Jefferson Airplane, i Grateful Dead, i Byrds, i Buffalo Springfield ed i Quicksilver Messenger Service. Fra i primi quattro gruppi ci fu molta collaborazione: spesso facevano jam session e collaborarono anche in molti album.
Questi gruppi si erano anche spartiti le influenze musicali; i Jefferson Airplane erano la band più psichedelica e vicina alla cultura hippie californiana. I Grateful Dead si rivolgevano, invece, ad una musica più acida, anche se ambedue i gruppi avevano lo stesso ceppo culturale che andava dalla cultura hippie alla rivolta dell'Università di Berkeley. I Quicksilver Messenger Service, con due chitarre soliste che si avvicendavano continuamente, una via di mezzo fra i due gruppi sopraelencati. I Buffalo Springfield e i Byrds si erano invece rivolti alla fusione tra country e rock.

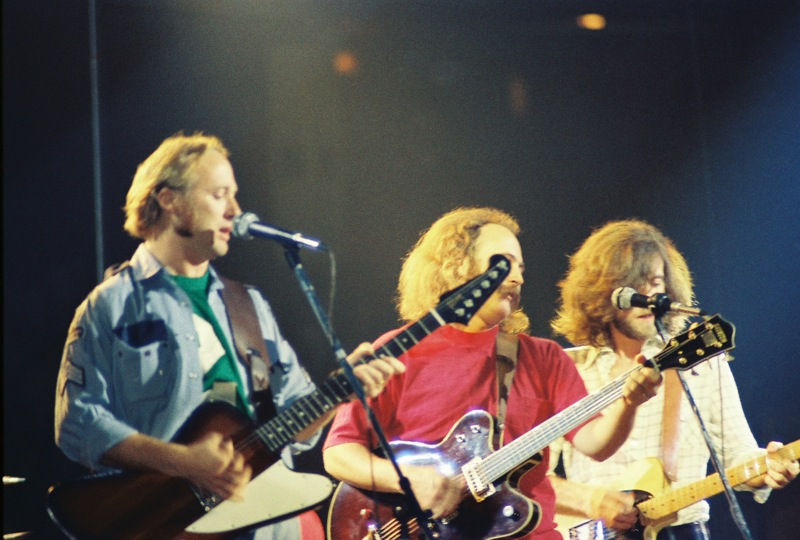
Crosby Stills e Nash - agosto 1974

L'inizio degli anni sessanta vede la nascita, in California, del supergruppo Crosby, Stills, Nash & Young. (David Crosby aveva già militato nei Byrds, Stephen Stills, invece proveniva dai Buffalo Springfield come Neil Young mentre l'inglese Graham Nash era un ex componente degli Hollies). Inizialmente formato da Crosby, Stills & Nash, durante il Festival di Woodstock il trio diventa un quartetto con la presentazione sul palco del Festival del nuovo membro della formazione Neil Young.
Crosby era l'anima musicale, il suo disco da solista If I Could Only Remember My Name rivela le sue grandi capacità tecniche, ed è un esempio di partecipazione allargata: sono ospiti Graham Nash, i Jefferson Airplane, Joni Mitchell (anche lei canadese approdata in California come Young) e molti altri protagonisti della west coast. Stephen Stills rappresentava, insieme a Neil Young, il rock più duro e spesso politicizzato; ne sono un esempio brani come Ohio di Young o anche Chicago di Nash che fanno parte di una lista di altri pezzi di denuncia sociale come Southern Man o Alabama, sempre di Neil Young. Graham Nash, al contrario, era il poeta e le sue canzoni romantiche furono molto apprezzate da Crosby insieme al quale inciderà un disco intitolato Crosby & Nash. Neil Young sarà l'unico del gruppo a continuare in una carriera da solista, con nuovi album come Harvest, dopo lo scioglimento di Crosby, Stills, Nash & Young.
Un chiaro esempio della poliedricità del gruppo è l'album doppio 4 Way Street, un live diviso in due parti distinte una elettrica l'altra acustica.

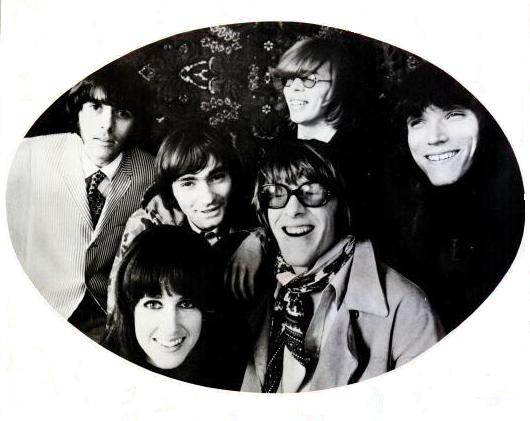
I Jefferson Airplane nel 1967

Il gruppo californiano più longevo che ha attraversato tutti gli anni settanta è stato quello dei Jefferson Airplane.

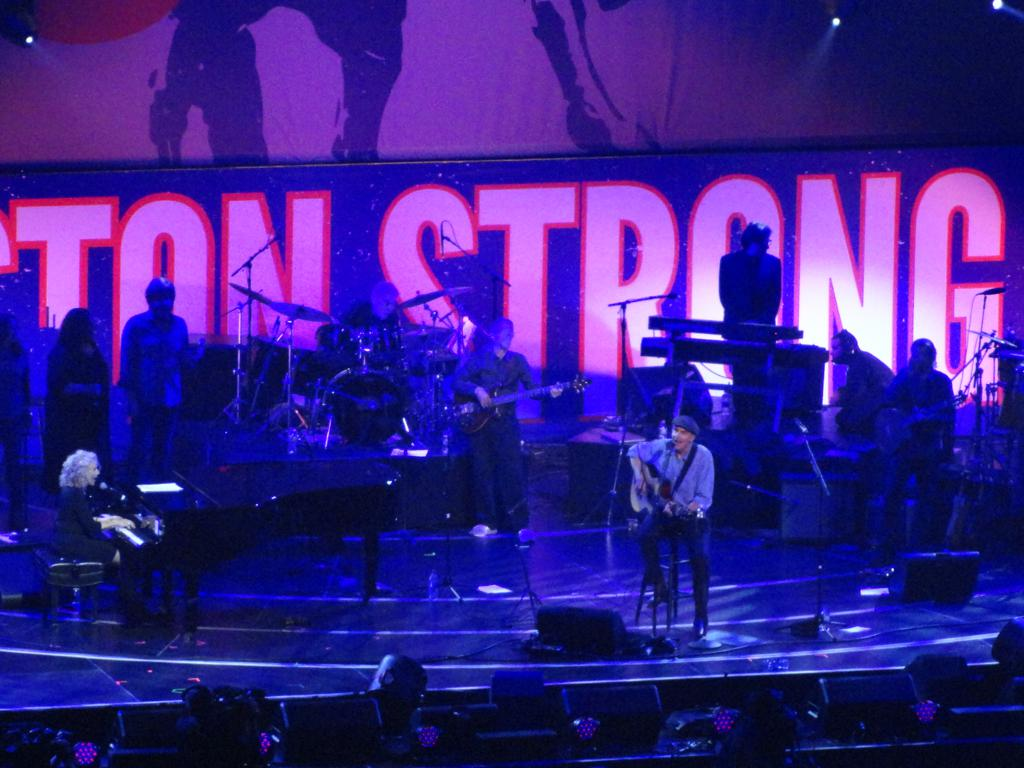
Esibizione di Carole King (al piano) e James Taylor al Boston Strong Concert in cui hanno eseguito alcuni dei loro più grandi successi (2013)

I Jefferson Airplane erano una band aperta alle più svariate collaborazioni, nei loro dischi ci sono ospiti come Crosby, Stills o Jerry Garcia, il chitarrista dei Grateful Dead. Fecero proprie versioni di brani come Wooden Ships e Triad di Crosby. La formazione base rimase pressoché invariata, Grace Slick la cui voce rimase sempre una delle peculiarità dei Jefferson Airplane (anche quando si trasformarono in Jefferson Starship), il chitarrista-cantante Paul Kantner che compose la maggior parte dei brani suonati dal gruppo, Jorma Kaukonen alla chitarra solista e Jack Casady al basso.
I componenti del gruppo intrapresero anche strade proprie, come il chitarrista Jorma Kaukonen con il suo album solista Quah. In seguito lo stesso Kaukonen, insieme al bassista Jack Casady, formarono un gruppo parallelo ai Jefferson, gli Hot Tuna che si proponeva di portare avanti la fusione tra west coast e country blues.
La cantautrice pianista Carole King, seppure di origine newyorchese, è assimilabile al sound della West Coast grazie soprattutto all’album Tapestry, registrato nel 1971 a Los Angeles con la collaborazione di James Taylor e Joni Mitchell, e con il quale ha ottenuto un notevole successo che l’ha vista scalare le più importanti classifiche mondiali.. Da sottolineare che questi tre artisti hanno proseguito le loro carriere ben oltre gli anni 2000.